# Lorry Knudsen
Lorry Knudsen (4 mei 1920 - 17 november 2000) was een schaatsster uit Noorwegen.

## Resultaten

### Wereldkampioenschappen
| Jaar | Jaar     | Plaats    | Resultaten       | Resultaten                                 |
| ---- | -------- | --------- | ---------------- | ------------------------------------------ |
| 1947 | Allround | Drammen   | - Allround       | 9e 500 m DNF 1000 m 5e 3000 m 6e 5000 m    |
| 1948 | Allround | Turku     | Niet deelgenomen | Niet deelgenomen                           |
| 1949 | Allround | Kongsberg | 15e Allround     | 19e 500 m 16e 1000 m 15e 3000 m 15e 5000 m |

### Noorse kampioenschappen
| Jaar      | Resultaten                                 | Resultaten                                 |
| --------- | ------------------------------------------ | ------------------------------------------ |
| 1938      | 5e Allround                                | 5e 500 m 7e 1000 m 8e 1500 m - 3000 m      |
| 1939      | Niet deelgenomen                           | Niet deelgenomen                           |
| 1940      | Niet deelgenomen                           | Niet deelgenomen                           |
| 1941-1945 | Kampioenschappen werden niet georganiseerd | Kampioenschappen werden niet georganiseerd |
| 1946      | 4e Allround                                | 5e 500 m 5e 1000 m 5e 1500 m 3e 3000 m     |
| 1947      | 10e Allround                               | 12e 500 m 9e 1000 m 14e 1500 m 10e 3000 m  |
| 1948      | 7e Allround                                | 6e 500 m 6e 1000 m 7e 1500 m 7e 3000 m     |
| 1949      | 7e Allround                                | 7e 500 m 8e 1000 m 9e 1500 m 6e 3000 m     |

## Persoonlijke records
| Afstand    | Tijd     | Datum            | Baan       |
| ---------- | -------- | ---------------- | ---------- |
| 500 meter  | 55,30    | 5 februari 1949  | Oslo       |
| 1000 meter | 1.57,40  | 12 februari 1949 | Kongsberg  |
| 1500 meter | 3.01,90  | 24 februari 1938 | Sandefjord |
| 3000 meter | 6.20,40  | 5 februari 1949  | Oslo       |
| 5000 meter | 11.09,70 | 12 februari 1949 | Kongsberg  |